# Menhir de l'Ormorice
Le menhir de l'Ormorice est un menhir situé sur la commune de Montboissier dans le département français d'Eure-et-Loir.

## Description
Après son renversement, le menhir a été redressé au début des années 1970 par la Société Dunoise d'archéologie à une dizaine de mètres de son emplacement initial en bordure d'un chemin rural.
Le monolithe mesure 3,80 m de long, 1,70 m de large et environ 0,90 m d'épaisseur pour un poids de 8,5 tonnes.